# 중역 (번역)
중역(重譯) 또는 간접번역은 A언어를 B언어를 거쳐 C언어로 번역하는 일이다.
간접 번역은 번역의 번역이다. 원본 또는 최종 소스 텍스트의 번역된 버전 또는 여러 번역된 버전을 기반으로 할 수 있다. 예를 들어 아랍어로 된 텍스트를 영어를 통해 포르투갈어로 번역하면 간접 번역이 된다.
간접 번역은 특히 지리적, 문화적, 언어적으로 멀리 떨어진 공동체(예: 중국어-포르투갈어 번역) 또는 소위 작은 언어(예: 카탈루냐어, 체코어, 덴마크어)와 관련된 교류와 관련된 문화 간 교류의 오랜 현실이다. 오늘날 사회의 다양한 영역에서 일반적인 번역 관행으로 남아 있다. 시청각, 컴퓨터 지원 및 문학 번역, 현지화 또는 커뮤니티 및 회의 통역. 현재, 간접번역의 사용은 종종 세계화 또는 많은 수의 작업 언어가 종종 링구아 프랑카(linguae francae) 또는 기타 중재 언어를 통해 문서 편집을 수반하는 국제 조직의 관행과 연결되어 있다.

## 같이 보기
- 재번역